# Lacrymaria
Lacrymaria is een geslacht van schimmels behorend tot de familie Psathyrellaceae. 

## Soorten
Volgens Index Fungorum telt het geslacht in totaal 17 soorten (peildatum oktober 2023):
| Soortnaam                                     | Auteur(s)                           | Publicatiejaar |
| --------------------------------------------- | ----------------------------------- | -------------- |
| Lacrymaria atricha                            | (Berk.) Kits van Wav.               | 1995           |
| Lacrymaria castanophylla                      | (Berk.) Kits van Wav.               | 1995           |
| Lacrymaria echiniceps                         | (G.F. Atk.) Voto                    | 2019           |
| Lacrymaria glareosa                           | (J. Favre) Watling                  | 1979           |
| Lacrymaria hemisoodes                         | (Berk.) Kits van Wav.               | 1995           |
| Lacrymaria hypertropicalis                    | (Guzmán, Bandala & Montoya) Cortez  | 2005           |
| Lacrymaria ignescens                          | (Lasch) S. Lundell & Nannf.         | 1979           |
| Lacrymaria lacrymabunda (Tranende franjehoed) | (Bull.) Pat.                        | 1887           |
| Lacrymaria malayana                           | S.M.L. Lee & Voto                   | 2020           |
| Lacrymaria nigeriensis                        | (Pegler & T.W.K. Young) Voto        | 2019           |
| Lacrymaria pseudovelutina                     | (Guzmán, Bandala & Montoya) Voto    | 2019           |
| Lacrymaria pyrotricha (Vurige franjehoed)     | (Holmsk.) Konrad & Maubl.           | 1925           |
| Lacrymaria sepulchralis                       | (Singer, A.H. Sm. & Guzmán) Watling | 1979           |
| Lacrymaria splendens                          | S.M.L. Lee & Voto                   | 2020           |
| Lacrymaria subcinnamomea                      | (A.H. Sm.) Watling                  | 1979           |
| Lacrymaria valdiviana                         | (Singer) Voto                       | 2019           |
| Lacrymaria verrucispora                       | S.M.L. Lee & Voto                   | 2020           |